# 최우성
최우성(1997년 5월 21일 ~ )은 대한민국의 배우이다.

## 출연작

### 드라마
- 《수사반장 1958》 (MBC, 2024년) - 조경환 역
- 《멜랑꼴리아》 (tvN, 2021년) - 장규영 역
- 《경찰수업》 (KBS2, 2021년) - 윤승범 역
- 《간 떨어지는 동거》 (tvN, 2021년) - 이단 역
- 《대박부동산》 (KBS2, 2021년)	- 형식 역
- 《선배 그 립스틱 바르지 마요》 (JTBC, 2021년) - 고명진 역
- 《사이코지만 괜찮아》 (tvN, 2020년) - 오차용 역
- 《더 킹 : 영원의 군주》 (SBS, 2020년) - 김기원 역
- 《웰컴2라이프》 (MBC, 2019년) - 오영식 역
- 《열여덟의 순간》 (JTBC, 2019년) - 임건혁 역

### 영화
- 《룸 쉐어링》 (2022년) - 지웅 역